# Cotoneaster wattii
Cotoneaster wattii es una especie de planta del género Cotoneaster, perteneciente a la familia Rosaceae.

## Taxonomía
Cotoneaster wattii fue descrita por Gerhard Klotz en 1970.

## Distribución
Se encuentra en el territorio de Nepal y occidente del Himalaya.